# Kaperich

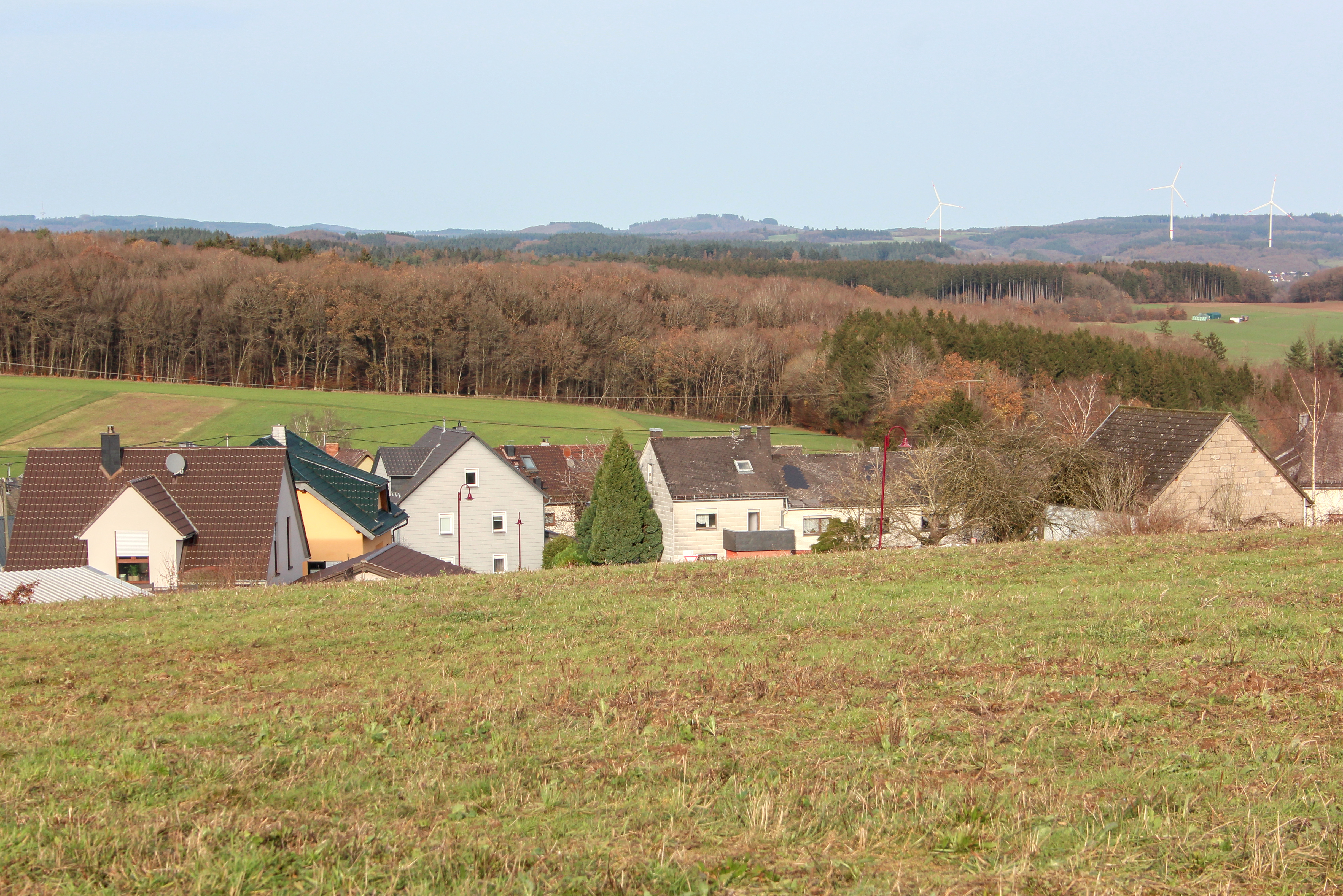
Ansicht von Kaperich

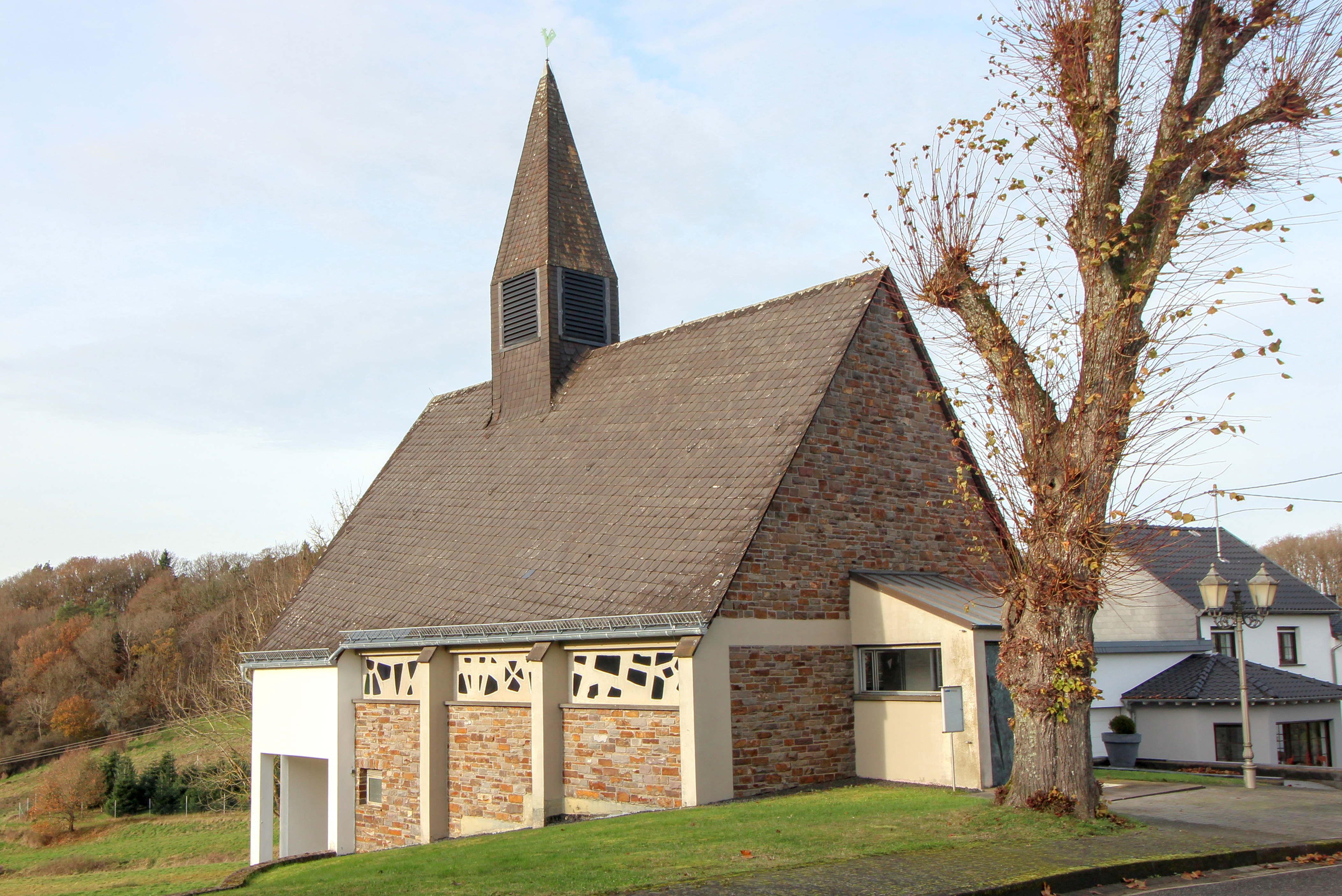
St. Anna in Kaperich

Kaperich ist eine Ortsgemeinde im Landkreis Vulkaneifel in Rheinland-Pfalz. Sie gehört der Verbandsgemeinde Kelberg an.

## Geographie
Der Ort liegt in der Eifel. Nachbargemeinden sind Lirstal, Höchstberg und Uersfeld.
Zur Gemeinde Kaperich gehört der Weiler Kölnische Höfe und der Wohnort Bahnhof Uersfeld.

## Politik

### Gemeinderat
Der Gemeinderat in Kaperich besteht aus sechs Ratsmitgliedern, die bei der Kommunalwahl am 9. Juni 2024 in einer Mehrheitswahl gewählt wurden, und dem Vorsitzenden.

### Bürgermeister
Martin Mendel wurde am 8. Oktober 2024 Ortsbürgermeister von Kaperich. Da für eine am 3. November 2024 vorgesehene Direktwahl kein Wahlvorschlag eingereicht wurde, oblag die Neuwahl gemäß gemäß rheinland-pfälzischer Gemeindeordnung dem Rat, der sich für Martin Mendel entschied.
Mendels Vorgänger Robert Karst hatte das Amt 2016 übernommen, hatte aber zur Kommunalwahl 2024 nicht erneut kandidiert. Da bei der Direktwahl am 9. Juni 2024 auch kein anderer Bewerber angetreten war, oblag die Neuwahl dem Rat. Dieser bestätigte auf seiner konstituierenden Sitzung am 2. Juli 2024 Robert Karst als Ortsbürgermeister der Gemeinde. Zwei Tage später lege Karst jedoch das Amt mit sofortiger Wirkung nieder. Bis zum Amtsantritt eines neuen Ortsbürgermeisters übernahm der neu gewählte Erste Beigeordnete Nico Schmitz die Amtsgeschäfte.
Karsts Vorgänger Hans-Werner Mendel hatte das Amt fast 20 Jahre ausgeübt, es aber kurz nach der Kommunalwahl 2014 endgültig niedergelegt. Da sich zunächst kein Nachfolger fand, wurde Karl Häfner, der damalige hauptamtliche Bürgermeister der Verbandsgemeinde Kelberg, für fast zwei Jahre als Beauftragter eingesetzt.